# Хане, Харальд
Харальд Хане (латыш. Haralds Hāns; 8 января 1893 или 20 июня 1892, Митава — 18 декабря 1940, Рига) — российский легкоатлет, выступавший в беге на короткие дистанции; латвийский химик. Участник летних Олимпийских игр 1912 года.

## Биография
Харальд Хане родился 20 июня 1892 года (по другим данным, 8 января 1893 года) в российском городе Митава (сейчас Елгава в Латвии).
Окончил Митавское реальное училище. С 1911 года поступил на химический факультет Рижского политехнического института.
Выступал в легкоатлетических соревнованиях за «Унион» из Риги.
В 1912 году вошёл в состав сборной России на летних Олимпийских играх в Стокгольме. В беге на 200 метров занял в четвертьфинале последнее, 4-е место при одном не финишировавшем.
В 1918 году окончил учёбу. В 1918—1920 годах работал в Москве в химической лаборатории, после чего вернулся в Латвию. Работал на табачной фабрике Рутенберга, руководил специализированными процессами ферментации.
В 1934 году запатентовал новый способ получения концентрированной уксусной кислоты.
Работал на рижском предприятии «Э. Арнала дели».
Умер 18 декабря 1940 года в Риге.